# Horst Erich Wolter
Horst Erich Wolter (* 26. August 1906 in Memel; † 14. Februar 1984 in Lindenthal (Leipzig)) war ein deutscher Typograf, Gebrauchsgrafiker und Buchgestalter in der DDR.

## Leben und Werk
Horst Erich Wolter absolvierte 1920–1924 eine Schriftsetzerlehre in Memel und arbeitete ab 1925 in Leipzig bei der Druckerei Schelter & Giesecke, ab 1927 als erster Akzidenzsetzer bei der Druckerei Poeschel & Trepte. Ab 1929 war er leitender Setzer in der Offizin Haag-Drugulin in Leipzig.
Neben seinem Beruf besuchte er 1925–1930 die Abendschule der Akademie für Graphische Künste und Buchgewerbe in Leipzig, studierte dort u. a. bei Georg Alexander Mathéy und erwarb 1930 seinen Meistertitel. Bei der Weltausstellung in Paris 1937 erhielt er eine Goldene Medaille und ein Diplom d'Honneur.
Nach dem Zweiten Weltkrieg war er maßgeblich am Wiederaufbau der 1954 in Offizin Andersen Nexö Leipzig umbenannten Offizin Haag-Drugulin beteiligt und 1948–1971 deren künstlerischer und technischer Leiter. Gemeinsam mit Karl Gossow (1904–1962) und Albert Kapr (1918–1995) initiierte er die erste nationale Buchkunstausstellung nach dem Krieg. Die ausgewählten Bücher wurden in der Deutschen Bücherei in Leipzig präsentiert und daraus entwickelte sich die jährlich stattfindende Ausstellung "Schönste Bücher der DDR". Daneben war er als Jury-Vorsitzender für die ab 1959 ins Leben gerufene Internationalen Buchkunst-Ausstellungen in Leipzig, im Jahr 1959, 1965 und 1971 tätig. Zeitweise war er für die typographische Gestaltung der von der Pirckheimer-Gesellschaft herausgegebenen Zeitschrift Marginalien. Zeitschrift für Buchkunst und Bibliophilie verantwortlich.
1959 war er der erste Preisträger des neu geschaffenen Gutenberg-Preises. 1962 wurde er zum Professor ernannt und 1974 "für seine Verdienste um die Erhaltung der besten Traditionen der Buchgestaltung und um die Entwicklung der Buchkunst" mit dem Nationalpreis der DDR ausgezeichnet.

## Fotografische Darstellung Wolters
- Roger und Renate Rössing: Porträt von Horst Erich Wolter, künstlerischer und technischer Leiter der Offizin Haag-Drugulin Leipzig (1954)[4]

## Ausstellungen
- 1958, 1962/1963, 1967/1968 und 1977/1978: Dresden, Deutsche Kunstausstellung bzw. Kunstausstellung der DDR

- 1965, 1974 und 1979: Leipzig, Bezirkskunstausstellung

- 1965: Leipzig, Museum der bildenden Künste („500 Jahre Kunst in Leipzig“)